# Enneapogon truncatus
Enneapogon truncatus är en gräsart som beskrevs av Kakudidi. Enneapogon truncatus ingår i släktet Enneapogon och familjen gräs. Inga underarter finns listade i Catalogue of Life.